# Chez Jenny
Chez Jenny est une ancienne brasserie de Paris spécialisée dans la cuisine alsacienne, située à proximité de la place de la République, dans le 3e arrondissement. Créée en 1932 par Robert Jenny, elle ferme en 2020.

## Localisation
Le bâtiment qui accueillait Chez Jenny est situé dans le 3e arrondissement de Paris, au 39 boulevard du Temple, à proximité du débouché de ce dernier sur la place de la République. Il est contigu du théâtre Déjazet au numéro 41.
Ce site est desservi par la station de métro République.

## Historique
L’Exposition coloniale internationale de Paris a eu lieu en 1931, de mai à novembre. Robert Jenny,, jeune traiteur alsacien, y ouvre un bar à vins et à bière, sorte de  comme il y en a à Strasbourg.
Il connaît un grand succès et décide donc de le prolonger en ouvrant, en 1932, un restaurant alsacien tout près de la place de la République. Il s'installe en lieu et place de la salle de bal Victor, ancien restaurant russe (1906-1914) puis belge (1914-1918),.
L'établissement est acheté en 2018 par le groupe Bertrand, puis ferme en 2020. Son mobilier, ses décors, sa vaisselle sont vendus aux enchères le 29 juin. La brasserie et le bâtiment voisin du numéro 37 sont achetés par Pierre, Guillaume et Richard Moussié, fratrie originaire d'Aurillac, qui en font un bouillon comme ils en ont déjà ouvert un à Pigalle en 2017 ; le Bouillon République ouvre le 15 septembre 2021.

## Architecture et décoration
La brasserie est ornée de marqueteries signées Charles Spindler et de sculptures en chêne massif d’Albert Erny, deux artistes alsaciens renommés.
Charles Spindler a conçu et réalisé dix grandes compositions visibles dans la salle du premier étage, dite aujourd'hui salle Spindler, et où se détache une vue cavalière de Strasbourg survolé par des cigognes. Au rez-de-chaussée et dans l'escalier, une dizaine de marqueteries plus petites complètent ce panorama de l'œuvre de Charles Spindler.